# Diadegma openangorum
Diadegma openangorum är en stekelart som först beskrevs av Henry Lorenz Viereck 1917.  Diadegma openangorum ingår i släktet Diadegma och familjen brokparasitsteklar. Inga underarter finns listade i Catalogue of Life.